# 莊紫祥
莊紫祥，JP，福建晉江人，銀迅集團董事局主席，第十四屆全國政協香港委員。

## 簡介
他畢業於英國東英吉利大學，主修計算機會計，再獲英國特許會計師、香港註冊會計師、英國工商管理碩士、法國工商管理博士、美國金融哲學博士和院士。現任銀迅集團董事長，也是香港選舉委員會委員、香港各界慶典委員會基金會主席、香港義工聯盟常務副會長、港島聯常務副理事長、東華三院總理、香港友好促進會主席團主席、香港再出發大聯盟共同發起人等60多個社會公職。

## 資料來源
1. ↑  . 香港經濟日報.   [2022-08-13]. （原始内容存档于2022-06-28）.
2. ↑  . 巴士的報.   [2022-08-13]. （原始内容存档于2022-08-13）.
3. ↑  . 香港商報.   [2022-08-13]. （原始内容存档于2022-08-13）.

- 青年心城之撐起青春
- 升呢做女一！游嘉欣同林正峰有咀戲：我都呆咗 | on.cc東網 | 繽FUN星網 （页面存档备份，存于）
- TVB新剧｜《青年心城之撑起青春》10.10首播 年轻演员领衔主演 开启筑梦之旅 新剧《青年心城之撑起青春》将于翡翠台10月10日（星期日），晚上10时隆重首播。